# Philip de Koninck

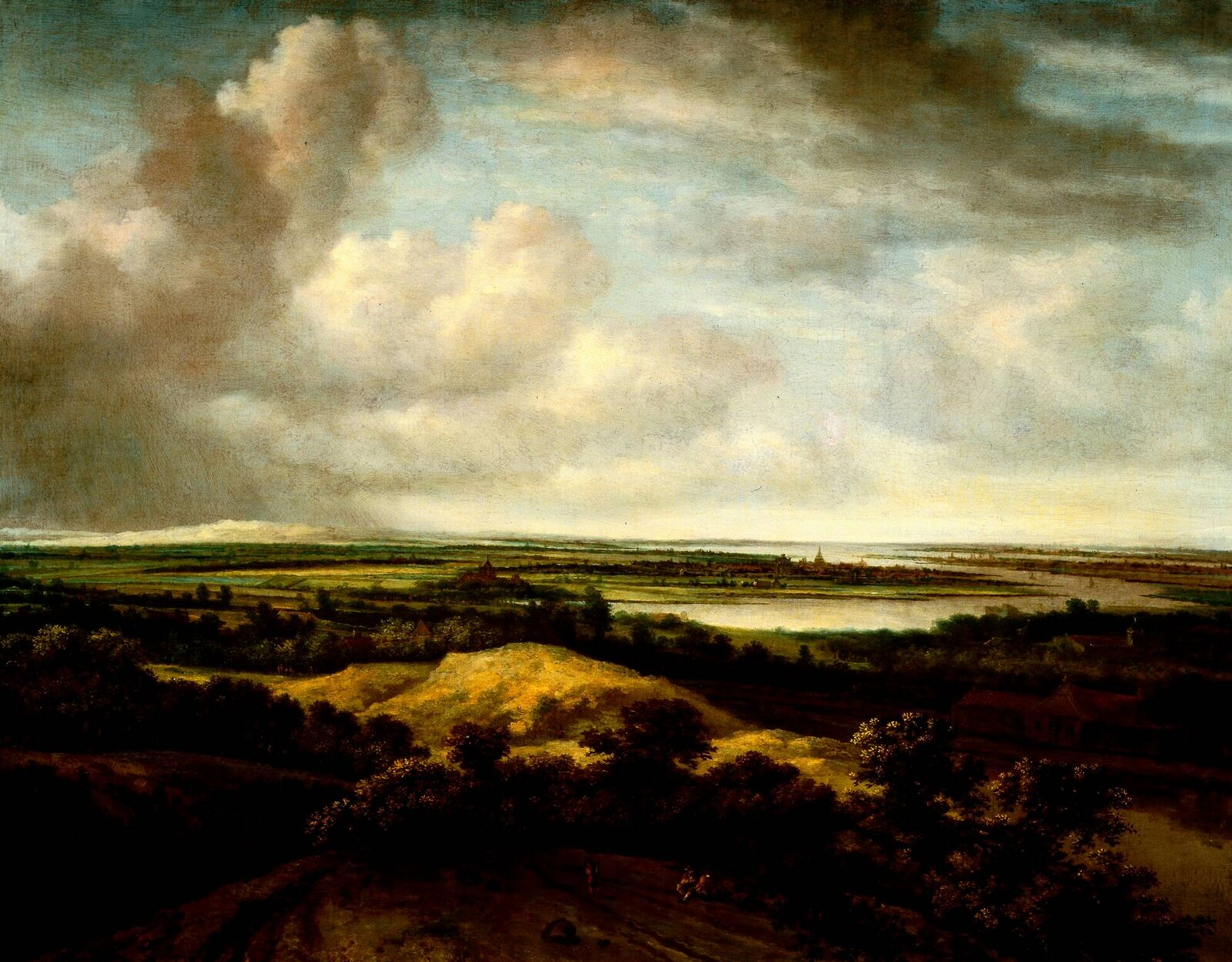
Paisaje fluvial (1664), óleo sobre lienzo, 95 x 121cm. Museo Boymans Van Beuningen

Philip de Koninck, también conocido como Philips Koninck (Ámsterdam, 5 de noviembre de 1619- Ámsterdam, 4 de octubre de 1688), fue un pintor paisajista neerlandés del Barroco. Parece ser que fue discípulo de Rembrandt, cuya influencia se puede apreciar en gran parte de su obra. Aunque también pintó algunos retratos, su obra consiste principalmente en paisajes. Estos paisajes suelen ser bastante soleados, con un punto de vista alto, en los que el cielo ocupa una parte importante de la obra.

## Biografía
Fue hijo del orfebre Aert de Koninck y estudió pintura junto con su hermano mayor Jacob desde 1637 hasta 1640 (aproximadamente). Prosperó como hombre de negocios y abandonó la producción pictórica en 1676.
En 1640, Philips Koninck se casó con Cornelia Furnerius, hermana de Abraham Furnerius, que fue alumno de Rembrandt; dos años después ella murió. Poco después de este matrimonio se trasladó a Ámsterdam y posiblemente trabajó allí durante algún tiempo en el estudio de Rembrandt; en cualquier caso, se hicieron amigos y sus primeros trabajos muestran claramente la influencia de Rembrandt, especialmente en la pincelada suelta y el empleo de tonos cálidos. Según el biógrafo de los pintores holandeses, Arnold Houbraken, fue alumno de Samuel van Hoogstraten que, a su vez, había sido alumno de Rembrandt. También fue primo de Salomon Koninck, quien trabajó al estilo de Rembrandt. Se han encontrado documentos que prueban que Koninck todavía tenía contacto con el maestro incluso después de la quiebra de Rembrandt y su traslado forzoso a una casa en el Jordaan.
En 1657 se volvió a casar, esta vez con Margaretha van Rijn. La pareja vivió en Keizersgracht y tuvo ocho hijos. Es notable que, además de pintar, Philips Koninck fuera propietario de un buque y también mantuviera un servicio de ferry entre Rótterdam y Ámsterdam; pero otros pintores de su época también obtuvieron sus ingresos colaterales como posaderos o hosteleros, como Jan Steen y Johannes Vermeer.
Un amigo cercano durante muchos años fue el poeta y escritor Joost van den Vondel, de quien pintó y dibujó retratos en varias ocasiones. Hizo el último retrato del poeta poco antes de su muerte en 1679 y fue uno de los que más visitó a Vondel en sus últimos años de vida. Que Koninck también era conocido en el extranjero lo demuestra la compra de uno de sus autorretratos para la galería de autorretratos del gran duque de Toscana. En el siglo XVII, sus paisajes obtuvieron precios comparables a los de las obras de otros pintores, como A. Bredius de Haarlem; en 1657 dos de sus paisajes fueron valorados en 130 y 60 florines respectivamente. Esto muestra que sus pinturas de paisajes ciertamente no pasaron desapercibidas durante su propia vida. En el período de 1650 a 1670 también retrató a ciudadanos destacados, como concejales, profesores y otros ciudadanos adinerados.
Parece que pintó poco en los últimos diez años de su vida y pronto cayó en la oscuridad poco después de su muerte. En 1686 enfermó y murió en Ámsterdam en 1688. El costo del entierro a su muerte fue de 600 florines, ¡un salario anual en ese momento! Su viuda coleccionaba porcelana.
Varios de sus trabajos se han atribuido erróneamente a Rembrandt y, más aún, a su familiar (posiblemente primo) Salomon Koninck (1609-1656), también discípulo de Rembrandt, autor principalmente de retratos y escenas bíblicas.
Estos pintores deben ser distinguidos de David Koninck (¿1636?-¿1687?), también conocido como Rammelaar. Nació en Amberes, donde estudió al cargo de Jan Fyt. Se trasladó más tarde a Roma, donde parece ser que murió en 1687 aunque no es seguro. Sus cuadros son principalmente paisajes con animales y bodegones.

## Koninck como paisajista
Koninck pintó escenas de género, paisajes y retratos. Sus retratos y piezas de género en particular fueron elogiados en su propio tiempo por su verosimilitud y vivacidad, entre otros, por Vondel, quien escribió varios elogios sobre sus pinturas, y por Jan Vos. Más tarde, Houbraken también presentó, en su libro De grote schouburgh de 1721, a Koninck especialmente como famoso pintor de retratos y piezas históricas. Es notable que Houbraken no dijera una palabra sobre los muchos paisajes de Koninck en 1721. Criticó con más entusiasmo los retratos y las pinturas de figuras de Rembrandt con sus fondos a menudo oscuros, comparándolos con los fondos más brillantes y coloridos de Koninck.
En nuestro tiempo, Koninck es conocido como el pintor por excelencia de paisajes panorámicos expansivos del Siglo de Oro holandés. La característica de su método fue la creación de paisajes amplios y planos, que construyó a partir de innumerables puntos, como los nudos de una alfombra. Compuso sus grandes panoramas como vistas desde la cima de una colina u otra elevación en el terreno. Ríos sinuosos y cielos muy nublados a menudo dominan sus paisajes con sus zonas de sombras oscuras y profundas. Al principio, Koninck todavía representaba a nobles y palacios en sus paisajes, pero en la cima de su carrera estas figuras desaparecieron y sus paisajes adquirieron su carácter típicamente holandés.
Simon Schama señaló que en sus paisajes las figuras humanas se han reducido a meros accesorios. En su opinión, estas obras tienen una cierta calidad cartográfica, aunque otros historiadores del arte lo niegan, porque Koninck combinó muchos elementos de imagen separados en la pintura de su estudio para componer sus paisajes. La mayoría de sus paisajes no se pueden identificar en ubicaciones existentes, como el castillo de Bentheim cerca de Ruysdael o la Vista de Rhenen. Lo que puede verse como un motivo recurrente de su trabajo son las áreas planas ricas en árboles a través de las cuales serpentea un río, que se pueden encontrar en algunos lugares del Gelderland.
El escritor Kees Vollemans ha visitado el Museo Boymans Van Beuningen en Rótterdam muchas veces para ver la pintura paradigmática de Koninck 'Vista sobre una tierra plana' de 1664 una y otra vez. Vollemans escribió alrededor de 1998 su conclusión:

Dondequiera que se ve la pintura, no se ve ningún rastro del lienzo de lino, la pintura se ha colocado sobre ella con tanta firmeza: se han aplicado reflejos en la masa de nubes y se han extendido con el pincel [para distribuir uniformemente la pinturas aplicada], de modo que las transiciones de color sean nebulosas y veladas. Pero en el campo aquí y allá en el agua, deja el relieve de las pinceladas en su lugar, para que los bordes elevados de la pintura jueguen con la luz. También aplicó este método de pintura con diferencias de espesor en los pueblos o en las casas. No trabajamos con un concepto de espacio total donde los detalles de las casas, las personas y los animales están subordinados al conjunto. La pintura es una secuencia de escenas, cada una con su propia ilusión espacial y su propia ubicación dentro de la pintura'.